# Bhagabhadra
Bhagabhadra, död 83 f.Kr., var en indisk monark. Han tillhörde Sungadynastin, och var regerande monark av Sungariket mellan 124 f.Kr. och 83 f.Kr.